# Jérôme Colinet
Jerôme Colinet (Dinant, 26 april 1983) is een Belgisch voetbalcoach en voormalig voetballer die bij voorkeur als middenvelder speelde. 

## Spelerscarrière
Colinet begon bij JS Leignon te voetballen, en kwam later bij Standard Luik terecht. Daarna ging hij naar het Nederlandse Roda JC, waar hij vanaf 2002 in de selectie zat. In het seizoen 2003/2004 speelde hij zijn eerste 4 wedstrijden voor het eerste team van Roda. Een seizoen later maakte hij zijn eerste drie doelpunten en speelde in totaal 15 wedstrijden. Na een omzwerving in Duitsland (bij SC Paderborn 07) keerde Colinet in augustus 2007 terug naar België, om te gaan spelen bij KV Mechelen. Daar werd hem tijdens de winterstop van het seizoen 2007-2008 meegedeeld dat hij mocht vertrekken nadat hij er niet in geslaagd was zich in de ploeg te knokken. Op de valreep vond Colinet op 31 januari 2008 onderdak bij tweedeklasser UR Namur waar hij een contract voor twee seizoenen tekende. In oktober 2008 werd hij aangetrokken door AS Eupen.
Hij verruilde in juli 2014 Sprimont Comblain Sport voor RFC Huy. Medio 2017 ging hij naar RUW Ciney waar hij in oktober 2018 zijn loopbaan beëindigde.

## Statistieken
| Seizoen         | Club                    | Competitie      | Competitie | Competitie | Play-offs | Play-offs | Beker | Beker | Totaal | Totaal |
| Seizoen         | Club                    | Competitie      | Wed.       | Dlp.       | Wed.      | Dlp.      | Wed.  | Dlp.  | Wed.   | Dlp.   |
| --------------- | ----------------------- | --------------- | ---------- | ---------- | --------- | --------- | ----- | ----- | ------ | ------ |
| 2003/04         | Roda JC                 | Eredivisie      | 4          | 0          | —         | —         | 0     | 0     | 4      | 0      |
| 2004/05         | Roda JC                 | Eredivisie      | 15         | 3          | —         | —         | 0     | 0     | 15     | 3      |
| 2005/06         | Roda JC                 | Eredivisie      | 5          | 0          | —         | —         | 0     | 0     | 5      | 0      |
| 2006/07         | SC Paderborn 07         | Bundesliga      | 14         | 0          | —         | —         | 0     | 0     | 14     | 0      |
| 2007/08         | KV Mechelen             | Eerste klasse   | 4          | 0          | —         | —         | 0     | 0     | 4      | 0      |
| 2007/08         | UR Namur                | Tweede klasse   | 13         | 0          | —         | —         | 0     | 0     | 13     | 0      |
| 2008/09         | KAS Eupen               | Tweede klasse   | 25         | 0          | —         | —         | 0     | 0     | 25     | 0      |
| 2009/10         | KAS Eupen               | Tweede klasse   | 32         | 3          | 6         | 0         | 0     | 0     | 38     | 3      |
| 2010/11         | KAS Eupen               | Eerste klasse   | 6          | 0          | 9         | 0         | 2     | 0     | 17     | 0      |
| 2011/12         | Lommel United           | Tweede klasse   | 18         | 0          | —         | —         | 2     | 0     | 20     | 0      |
| 2012/13         | Lommel United           | Tweede klasse   | 17         | 0          | 0         | 0         | 0     | 0     | 17     | 0      |
| 2013/14         | Sprimont Comblain Sport | Derde klasse B  | 24         | 0          | —         | —         | 0     | 0     | 24     | 0      |
| 2014/15         | RFC Huy                 | Vierde klasse   | 0          | 0          | —         | —         | 0     | 0     | 0      | 0      |
| Carrière totaal | Carrière totaal         | Carrière totaal | 177        | 6          | 15        | 0         | 4     | 0     | 196    | 6      |

## Trainerscarrière
In de zomer van 2019 ging hij bij RFC Seraing aan de slag als jeugdtrainer. In april 2021 stapte hij over naar de KBVB, waar hij aan de slag ging als assistent van David Penneman bij België -16.